# Trichophthalma rosea
Trichophthalma rosea är en tvåvingeart som först beskrevs av Macquart 1846.  Trichophthalma rosea ingår i släktet Trichophthalma och familjen Nemestrinidae. Inga underarter finns listade i Catalogue of Life.